# Marcel Maurice Carpentier
Marcel Maurice Carpentier hay Marcel Carpentier (ngày 2 tháng 3 năm 1895 - ngày 14 tháng 9 năm 1977 tại Mettray), là một tướng Pháp, phục vụ tại các cuộc chiến trong Chiến tranh thế giới thứ I, Chiến tranh thế giới thứ II, và Chiến tranh Đông Dương. Ông được xem là một chuyên gia về Bắc Phi, ngày 3/9/1949 được điều sang Đông Dương thay tướng Blaizot. Làm tổng tư lệnh Quân viên chinh Pháp tại Đông Dương, thời gian từ năm (1949-1950). Sau Chiến tranh biên giới năm 1950, ông bị thay thế bởi tướng Lattre de Tassigny.
Carpentier trở lại châu Âu và đã được phân vào NATO trong (1951-1953).

## Tiểu sử
Marcel Carpentier sinh tại Preuilly-sur-Claise, Marseille và là con lớn nhất trong gia đình. Năm 18 tuổi, ông nhập học trường Saint-Cyr, và vào tháng 8 năm 1914 ông được phong hàm thiếu úy. Không đầy một năm sau, ông trở thành đại úy trẻ tuổi nhất trong Quân đội Pháp khi mới 20 tuổi. Ông được đào tạo để trở thành phi công. Trong Chiến tranh thế giới thứ nhất, ông bị thương nhiều lần.

## Sách tham khảo
- Spencer C. Tucker (ngày 20 tháng 5 năm 2011). "The Encyclopedia of the Vietnam War: A Political, Social, and Military History, 2nd Edition [4 volumes]: A Political, Social, and Military History". ISBN 978-1-85109-961-0. Truy cập ngày 21 tháng 2 năm 2021.